# Statut de conservation

Symboles de la liste rouge de l'UICN.

Le statut de conservation d'une espèce est un indicateur permettant d'évaluer l'ampleur du risque d'extinction de l'espèce à un instant donné.
Une espèce ayant reçu le statut « en danger critique d'extinction » est plus menacée de disparition qu'une espèce de statut « vulnérable ». Le statut de conservation d'une espèce est susceptible d'évoluer en fonction de l'augmentation ou de la diminution des menaces qui pèsent sur son existence. Ce statut est donc réévalué périodiquement, au moyen de systèmes rigoureux d'évaluation des risques.
Le système d'évaluation et de classement le plus mondialement connu et reconnu est la liste rouge de l'UICN. Ce système définit ses propres statuts de conservation (catégories) et les critères précis permettant de placer une espèce dans telle ou telle catégorie.
De nombreux facteurs sont pris en compte dans l'évaluation du statut de conservation d'une espèce. Le nombre d'individus restants est pris en compte, mais pas uniquement. Les facteurs suivants sont également utilisés : la croissance ou décroissance générale de la population à travers le temps, les taux de réussite d'élevage, les menaces connues, etc.
Il existe aussi des classements régionaux : ainsi l'UICN-France classe le Bruant des roseaux (Emberiza schoeniclus) "EN" (haut risque d'extinction dans la nature) en France alors qu'il est classé "LC" (préoccupation mineure) au niveau mondial.

## Systèmes d'évaluation du statut de conservation
La liste rouge de l'UICN est un système d'évaluation exhaustif de toutes les espèces connues. D'autres méthodes de classification des menaces sur la biodiversité existent, souvent plus spécialisées, tels la convention internationale CITES ou les travaux du comité gouvernemental canadien COSEPAC.
| Statut (traduit)        | Icône | Code | Terme original        | Description |
| ----------------------- | ----- | ---- | --------------------- | --- |
| Éteint                  | (EX)  | EX   | Extinct               | Aucun individu survivant connu.                                                                                           |
| Éteint à l'état sauvage | (EW)  | EW   | Extinct in the Wild   | Survivants connus uniquement en captivité, ou vivant en dehors de leur habitat d'origine.                                 |
| En danger critique      | (CR)  | CR   | Critically Endangered | Risque d'extinction dans la nature extrêmement élevé.                                                                     |
| En danger               | (EN)  | EN   | Endangered            | Haut risque d'extinction dans la nature.                                                                                  |
| Vulnérable              | (VU)  | VU   | Vulnerable            | Haut risque de mise en danger.                                                                                            |
| Quasi menacé            | (NT)  | NT   | Near Threatened       | Probabilité d'être en danger dans un futur proche.                                                                        |
| Préoccupation mineure   | (LC)  | LC   | Least Concern         | Ne remplit pas les critères d'une catégorie en danger. Les animaux répandus et abondants appartiennent à cette catégorie. |
| Données insuffisantes   | (DD)  | DD   | Data Deficient        | Pas assez de données pour évaluer le risque d'extinction.                                                                 |
| Non évalué              | (NE)  | NE   | Not Evaluated         | N'a pas encore été évaluée.                                                                                               |